# Prelošćica
Prelošćica is een plaats in de gemeente Sisak in de Kroatische provincie Sisak-Moslavina. De plaats telt 722 inwoners (2001).